# Belmont (Metro de Chicago)
Belmont es una estación en las líneas Marrón, Roja y Púrpura del Metro de Chicago. La estación se encuentra localizada en 945 West Belmont Avenue en Chicago, Illinois. La estación Belmont fue inaugurada el 31 de mayo de 1900.  La Autoridad de Tránsito de Chicago es la encargada por el mantenimiento y administración de la estación. La Línea Púrpura Expresa opera solamente durante las horas pico de lunes a viernes. La estación también es la terminal de la línea Marrón.

## Descripción
La estación Belmont cuenta con 2 plataformas centrales y 4 vías. 

## Conexiones
La estación es abastecida por las siguientes conexiones de autobuses: 
- Rutas del CTA Buses: #77 Belmont